# Ljubomir Črepinšek
Ljubomir Črepinšek, slovenski fizik in šahist, * 12. april 1936, Celje, † 18. oktober 2023

## Življenje in delo
Diplomiral je leta 1959 na ljubljanski Fakulteti za naravoslovje in tehnologijo. Specializiral se je iz jedrske tehnike v Ljubljani (1968) in jedrske fizike v Trstu (1969), doktoriral na univerzi v Gradcu (1973), ter postal 1973 izredni in 1979 redni profesor za fiziko na mariborski Višji tehniški šoli. Soproga mu je rodila sina in hči (Lucijo Črepinšek Lipuš, ki je sledila očetovim stopinjam). Napisal je več učbenikov in objavil več strokovnih del in člankov v domači in tuji literaturi.
Leta 2000 mu je Univerza v Mariboru za njegov doprinos podelila naziv zaslužni profesor.   